# Maisons-écoles
La maison-école (en finnois : Koulukoti) est une unité de protection des enfants relevant de l'Institut national de la santé et du bien-être du Ministère des Affaires sociales et de la Santé de Finlande,.

## Utilité
Les maisons-écoles offrent des services de protection de l'enfance et d'éducation spéciale. Les foyers scolaires fournissent un soutien lorsque des événements dans la vie des enfants, des adolescents et des familles ont conduit à l'insécurité, à l'absentéisme, aux conflits, aux drogues, aux crimes, aux fugue et lorsqu'il semble que la vie de l'enfant nécessite une protection de sa santé mentale. Les foyers scolaires travaillent avec les familles et soutiennent la parentalité dans une variété de défis.

## Organisation
L'unité organise des foyers scolarisés appelés maisons écoles.
Il y a au total sept foyers scolaires. Parmi ceux-ci, cinq sont gérés par l'État et deux sont privés. Ces écoles publiques sont des unités de soins à l'enfance sans but lucratif axées sur la performance et gérées par l'Institut national de la santé et du bien-être (THL) et l'Agence nationale de l'éducation (OPH).
Les maisons-écoles d'État sont,
:
- Lagmansgården, Pedersöre
- Centre éducatif de Liminka, Liminka
- Maison-école de Sippola, Anjalankoski
- Maison-école de Vuorela, Nummela
- Maison-école de Sairila, Mikkeli

Les maisons-écoles privées:
- Centre de réadaptation familiale Lauste, Turku
- Pohjolakoti, Muhos